# Карбон (Тексас)
Карбон (енгл. Carbon) град је у америчкој савезној држави Тексас. По попису становништва из 2010. у њему је живело 272 становника.

## Демографија
Према попису становништва из 2010. у граду је живело 272 становника, што је 48 (21,4%) становника више него 2000. године.
| Група             | 2000.       | 2010.       |
| Белци             | 207 (92,4%) | 224 (82,4%) |
| Афроамериканци    | 0 (0,0%)    | 2 (0,7%)    |
| Азијати           | 0 (0,0%)    | 0 (0,0%)    |
| Хиспаноамериканци | 16 (7,1%)   | 43 (15,8%)  |
| Укупно            | 224         | 272         |